# (18910) Nolanreis
(18910) Nolanreis (2000 OR22) – planetoida z pasa głównego asteroid okrążająca Słońce w ciągu 3,32 lat w średniej odległości 2,22 j.a. Odkryta 31 lipca 2000 roku.